# Poppelskottvecklare
Poppelskottvecklare (Gypsonoma aceriana) är en fjärilsart som beskrevs av Philogène Auguste Joseph Duponchel 1843. Poppelskottvecklare ingår i släktet Gypsonoma och familjen vecklare. Arten är reproducerande i Sverige. Inga underarter finns listade i Catalogue of Life.